# Carles Batlle
Carles Batlle (Barcellona, 1963) è un drammaturgo spagnolo.
Le sue opere, caratterizzate da una continua ricerca linguistica e formale, affrontano temi come l'identità, la memoria, lo sradicamento, l'immigrazione, lo scontro fra culture, i rapporti generazionali e la guerra. Dal 2003 al 2009 ha diretto L'Obrador della Sala Beckett di Barcellona. È direttore della rivista teatrale Pausa. Figura tra i patroni del Festival New Plays from Europe di Wiesbaden e dal 1998 al 2005 è stato membro del Consiglio Consultivo del Teatre Nacional de Catalunya, di cui, tra il 2003 e il 2004 è stato anche drammaturgo residente. Ricopre la cattedra di drammaturgia all'Institut del Teatre di Barcellona e all'Universitat Autònoma di Barcellona, coordina il Programma di Dottorato in Arti Sceniche di entrambe le istituzioni. Con la sua tesi di dottorato sul teatro simbolista si Adrià Gual ha vinto il premio alla critica Serra d'Or 2002.
Nel 2004 Tentazione ha fatto il suo debutto al Teatre Nacional de Catalunya di Barcellona e al Burgtheater di Vienna. Nello stesso anno la versione tedesca della stessa opera, "Versuchung", è stata selezionata per essere presentata allo Stückenmarkt di Berlino e durante il 2006 sono stati tre gli allestimenti in altrettanti teatri francesi, fra cui quello di Metz. Tra le sue opere tradotte in molte lingue e rappresentate in molti Paesi, si ricordano "Sara Y Eleonora", "Combat", "Les veus de Iambu", "Suite", vincitore del premio SGAE nel 1999, Oasi, che si è aggiudicato il premio Recull Josep Amatller 2002. "Transits" ha debuttato nell'ottobre 2007 alla sala Beckett di Barcellona. Nel 2009 partecipa ai Quartieri dell'arte con "Tentazione".